# Autoroute A4 (Lussemburgo)
L'Autostrada A4 del Lussemburgo è un'autostrada gratuita di 16,3 km completata nel 1992. Il primo tratto tra Pontpierre e Lallage è stato aperto nel 1969.

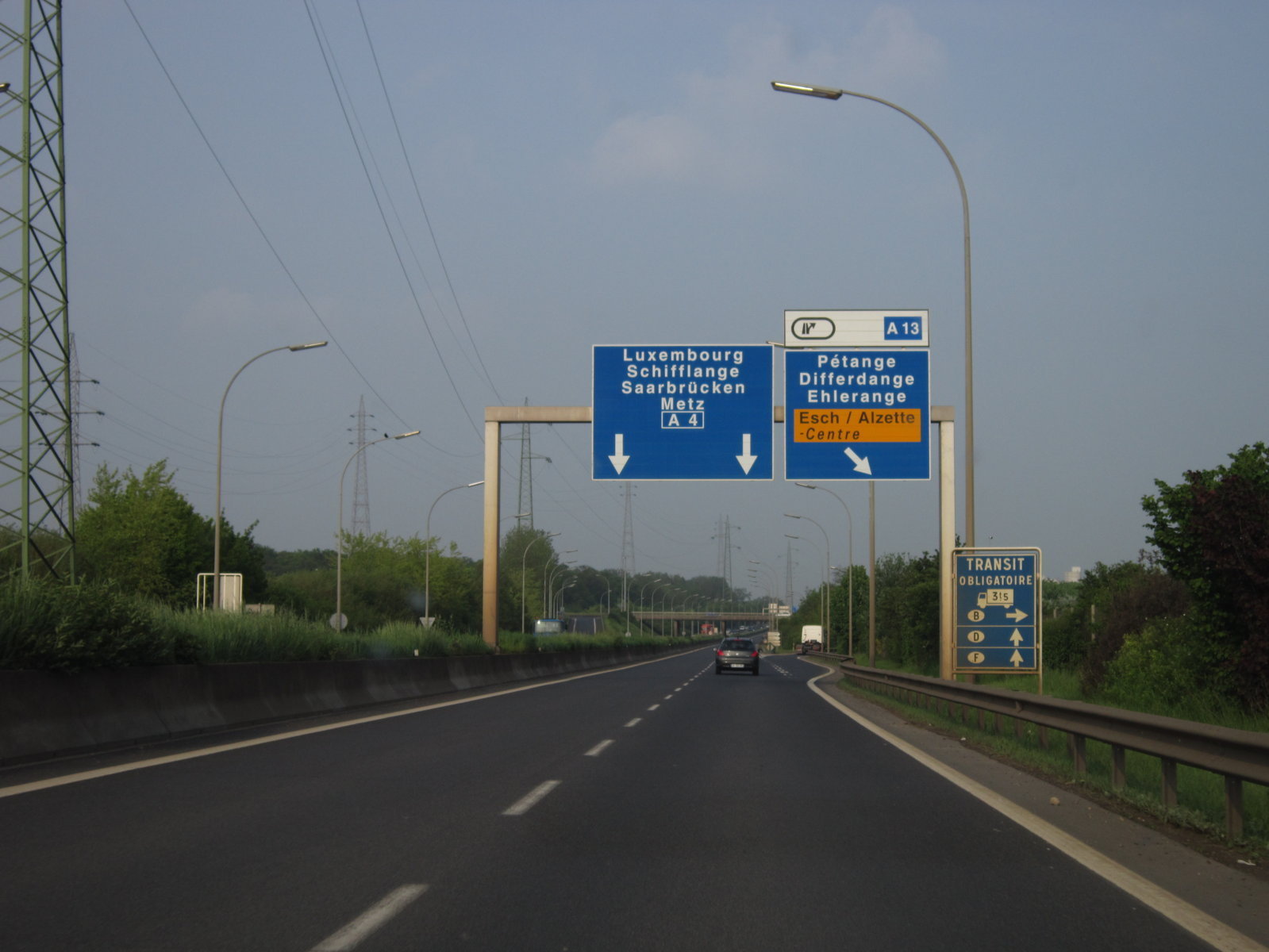
L'A4 all'incrocio con l'A13

Non fa parte di alcuna strada europea.

## Apertura tratti
- 1969: Pontpierre - Lallange
- 1972: Laudelange Nord - Laudelange Sud
- 1974: Merl - Laudelange Nord
- 1988: Lallange - Lankelz
- 1992: Lankelz - Raemerech